# 靖兵隊
靖共隊（せいきょうたい）は、幕末に出来た旧幕府軍に属する組織。精兵隊は誤読・誤記から派生した。

## 結成
1868年（慶応4年3月）、新選組は、名を甲陽鎮撫隊と改め、甲州勝沼の戦いに及んだが、板垣退助率いる御親征東山道先鋒総督軍（主力部隊は土佐藩迅衝隊）に、2時間も戦闘しないうちに撃破され敗走。江戸に戻った後、永倉新八、原田左之助ら数名は会津藩に行き、戦う事を提案するが、結盟以来の同志である局長・近藤勇からは「その様な私議には加盟は出来ぬ。但し、拙者の家臣となって働くとならば、同意致そう」と言われる。この発言に一同は憤慨。永倉は「武士は二君に仕えず、同盟こそすれ家来にはなり申さん」激怒し、一同は近藤に見切りをつけ新選組（甲陽鎮撫隊）から離脱した。
その後、間もなく永倉・原田は永倉と同じく松前藩の脱藩で神道無念流の同門芳賀宜道（元旗本芳賀敬太郎・深川冬木弁天境内道場主）を隊長、自分達二人を副長として靖兵隊を結成した。新選組からは矢田賢之助・林信太郎・前野五郎・中条常八郎・松本喜次郎らが離隊して加わり、諸藩脱走者・旗本ら50名程・幕府歩兵50名程も集まったと言う。
初期の編成は次のとおり。
- 隊長 - 芳賀宜道
- 副長 - 永倉新八・原田左之助
- 士官取締 - 矢田賢之助
- 歩兵取締 - 林信太郎・前野五郎・中条常八郎・松本喜次郎
- 兵数およそ100余名。

## 転戦
靖兵隊は和田倉門内会津屋敷跡に布陣していた米田圭次郎隊（歩兵300名）と合流してフランス式訓練を行っていたが、江戸城明け渡しが決定したことを知って同年5月2日（4月10日）に江戸を脱出する。
その行軍中、途中の山崎宿で原田左之助が離隊。岩井宿・室宿を経て新政府軍を突破し、5月11日（5月19日）、鹿沼宿に至ったところで大鳥圭介・秋月悌次郎ら旧幕府軍と合流。5月12日（5月20日）の宇都宮の戦いに参戦して勝利し、5月14日（5月22日）の壬生の戦いに敗れて今市宿に退却。米田圭次郎ら多数負傷者を出し、その後数日間休息する。
結城某総督の命により、永倉・矢田ら60名余りが今市へ出陣。矢田は顔面に被弾して戦死。戦死者20名・負傷者30名程を出して高徳宿へ退却。高徳で土佐藩兵との戦闘に勝利する。
6月11日（閏4月21日）、芳賀宜道・永倉新八の2人が輪王寺宮より日光の奪還を命じられて会津藩へ援軍要請に向かったため、林信太郎・前野五郎が後任となる。
のち、一部を除き、近藤隼雄率いる新遊撃隊に編入され、10月に水戸藩諸生党とともに水戸城攻略（弘道館戦争）に参戦するが、1日で敗退し、敗走先の銚子で高崎藩に降伏した。